# Leptobrama muelleri
Leptobrama muelleri is een straalvinnige vissensoort uit de familie van strandzalmen (Leptobramidae). De wetenschappelijke naam van de soort is voor het eerst geldig gepubliceerd in 1878 door Steindachner.